# Hemicordulia apoensis
Hemicordulia apoensis är en trollsländeart som beskrevs av Syoziro Asahina 1980. Hemicordulia apoensis ingår i släktet Hemicordulia och familjen skimmertrollsländor. IUCN kategoriserar arten globalt som starkt hotad. Inga underarter finns listade i Catalogue of Life.